# Ivanovce
Ivanovce (maďarsky Ivánháza, do roku 1899 Ivanóc) jsou obec na Slovensku v okrese Trenčín. Žije zde přibližně 1 100 obyvatel. První písemná zmínka o obci pochází z roku 1398.